# Andreas Lundberg
Mikael Andreas Lundberg, född 1975, är svensk översättare, förläggare och författare. 

## Biografi
Lundberg driver förlaget Alastor Press sedan 2001 och debuterade som författare 2016 med romanen Storm i den pelare som bär (Pequod Press), som också nominerades till Borås Tidnings debutantpris 2017.
2019 gav han ut Ofarbar tystnad. Recensenten Maria Schottenius skriver i DN att Lundberg "känns redan omistlig som en sargad vän och vägvisare i den underjord våra psyken kan tvinga ner oss i" och beskriver boken som "ett gripande, mörkt glänsande verk om överlevnad". 2019 tilldelades han Albert Bonniers Stipendiefond för svenska författare för Ofarbar tystnad. Han tilldelades Aftonbladets litteraturpris för 2021. Samma år fick han Tidningen VI:s litteraturpris. År 2024 erhöll han Samfundet De Nios Vinterpris.

### Översättningar (urval)
- 2017 – Vuong, Ocean (2017). Natthimmel med kulhål. Översättning: Lundberg Andreas. Stockholm: Modernista. Libris 20774891. ISBN 9789177017981